# Моя жена — ведьма
«Моя жена — ведьма» — первая книга дилогии писателя-фантаста Андрея Белянина
.

## Сюжет
Книга повествует о приключениях поэта Сергея Гнедина и его жены Наташи, получившей способности ведьмы в наследство от бабушки.
Книга начинается с описания семейного быта Сергея и Наташи. Затем Сергей выясняет, что Наташа — ещё и оборотень, в полнолуние она превращается в волчицу и уходит в параллельный мир, откуда возвращается к утру. Сергей, желая избавить её от заклятья, сжигает её волчью шерсть, что даёт неожиданный эффект: Наташа исчезает из нашего мира. Сергей отправляется её искать вместе с неожиданно появившимися ангелом Анцифером и чёртом Фармазоном — его личными духами.

В поисках Наташи поэт попадает в Средневековье, где спасает её из рук инквизиторов. Они перемещаются в волшебный Город, всё население которого состоит из магических существ. Здесь Наташа теряет память, что оказывается происками оборотня Сыча, главного врага Сергея, встретившегося ему ещё в Средних веках. С помощью друзей (в том числе старого сэра Мэлори) и неожиданно выявившейся способности к стихотворной магии Сергей начинает разыскивать Наташу в различных временных эпохах и, наконец, выясняет, что за спиной Сыча стоит демон Велиар, конечной целью которого было овладеть секретом той самой стихотворной магии. Поэт побеждает демона и возвращается домой вместе с женой и удочерённой ими девочкой Фрейей, (названной в честь скандинавской богини), которую они подобрали в одном из измерений.

## Персонажи
- Сергей Александрович Гнедин — поэт, член Союза Писателей России, муж ведьмы.
- Наталья Владимировна Гнедина — ведьма, волчица-оборотень, жена Сергея Гнедина.
- Анцифер — ангел, светлая часть души Сергея Гнедина.
- Фармазон — чёрт, тёмная часть души Сергея Гнедина.
- Сыч — колдун, старый волк-оборотень.
- Сэр Томас Мэлори — волшебник, писатель, почётнейший житель Города.
- Иван-Царевич — сын царя Еремея, пытавшийся украсть сидр из молодильных яблок испанского монастыря.
- Один  — верховное божество Асгарда. Предпочитает изъясняться на верлибре.
- Фрейя — одна из дочерей Одина, богиня любви и красоты.
- Тор — бог грома, сын Одина.
- Тюр — бог доблести, оставивший руку в пасти Фенрира.
- Локи — бог хитрости и обмана.
- Йорик — глава великанов.
- Чёрная Хельга — богиня смерти.
- Фенрир — волк чудовищных размеров, божество Асгарда.
- Бо-Цю — дракон из Китая, любитель поэзии и философии.
- Кошкострахус Пятый — генерал, главнокомандующий войска крысюков.
- Дядя Миша — медведь.
- Павел Аркадьевич Филатов — помещик, граф, охотник на медведей.
- Ольга  Марковна Филатова — графиня, жена Павла Аркадьевича, вампир.
- Велиар — главный демон преисподней.

## Интересные факты
- Сестрёнка из преисподней — продолжение дилогии.
- Дилогия называется так же, как и первая книга: «Моя жена — ведьма».